# Mảnh cộng
Mảnh cộng hay lá cầm, cây bìm bịp, cây xương khỉ, ưu độn thảo (tên khoa học: Clinacanthus nutans) là một loài thực vật có hoa trong họ Ô rô. Loài này được Nicolaas Laurens Burman mô tả khoa học lần đầu tiên năm 1768 dưới danh pháp Justicia nutans. Năm 1894, Gustav Lindau chuyển nó sang chi Clinacanthus.

## Hình ảnh

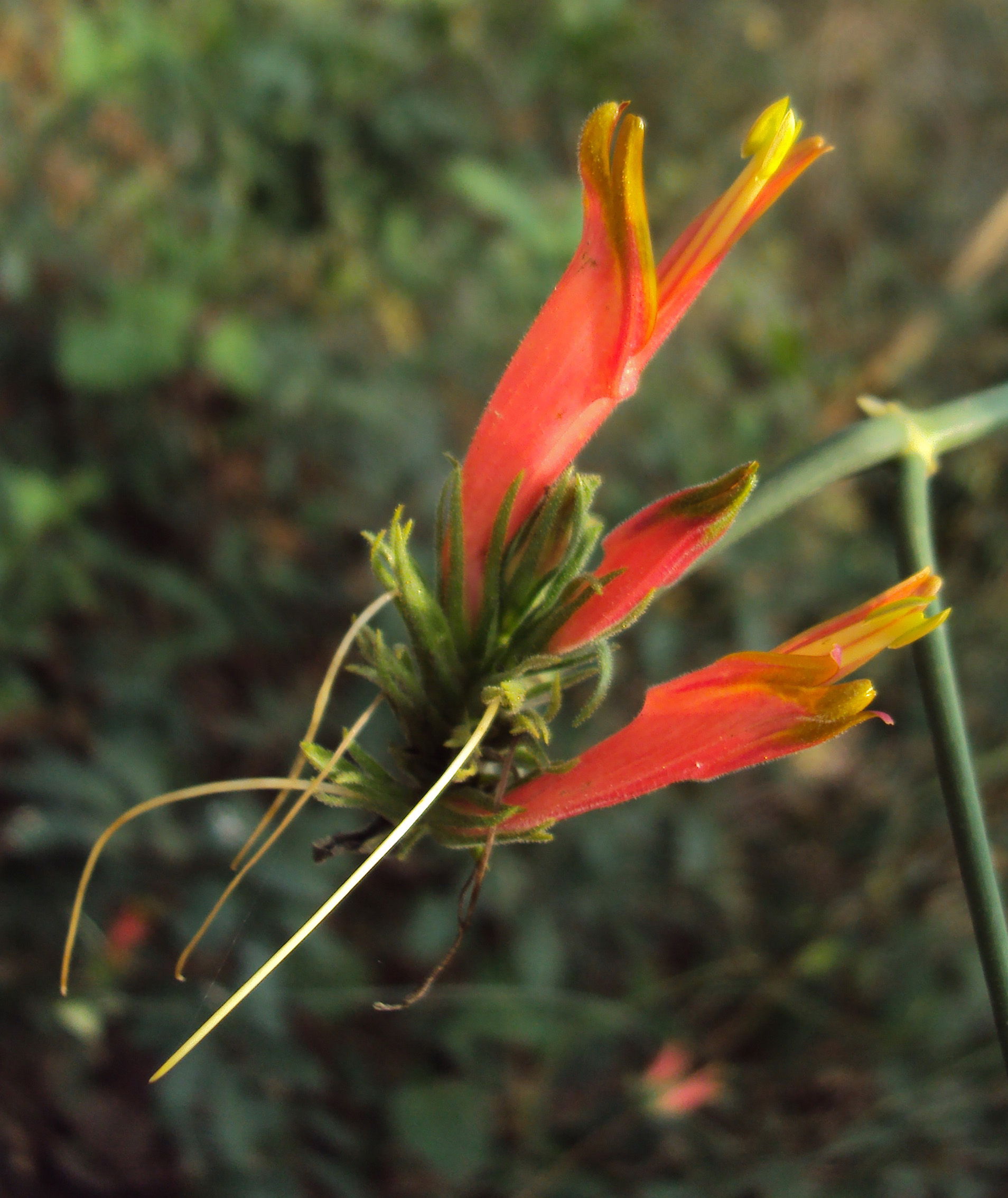
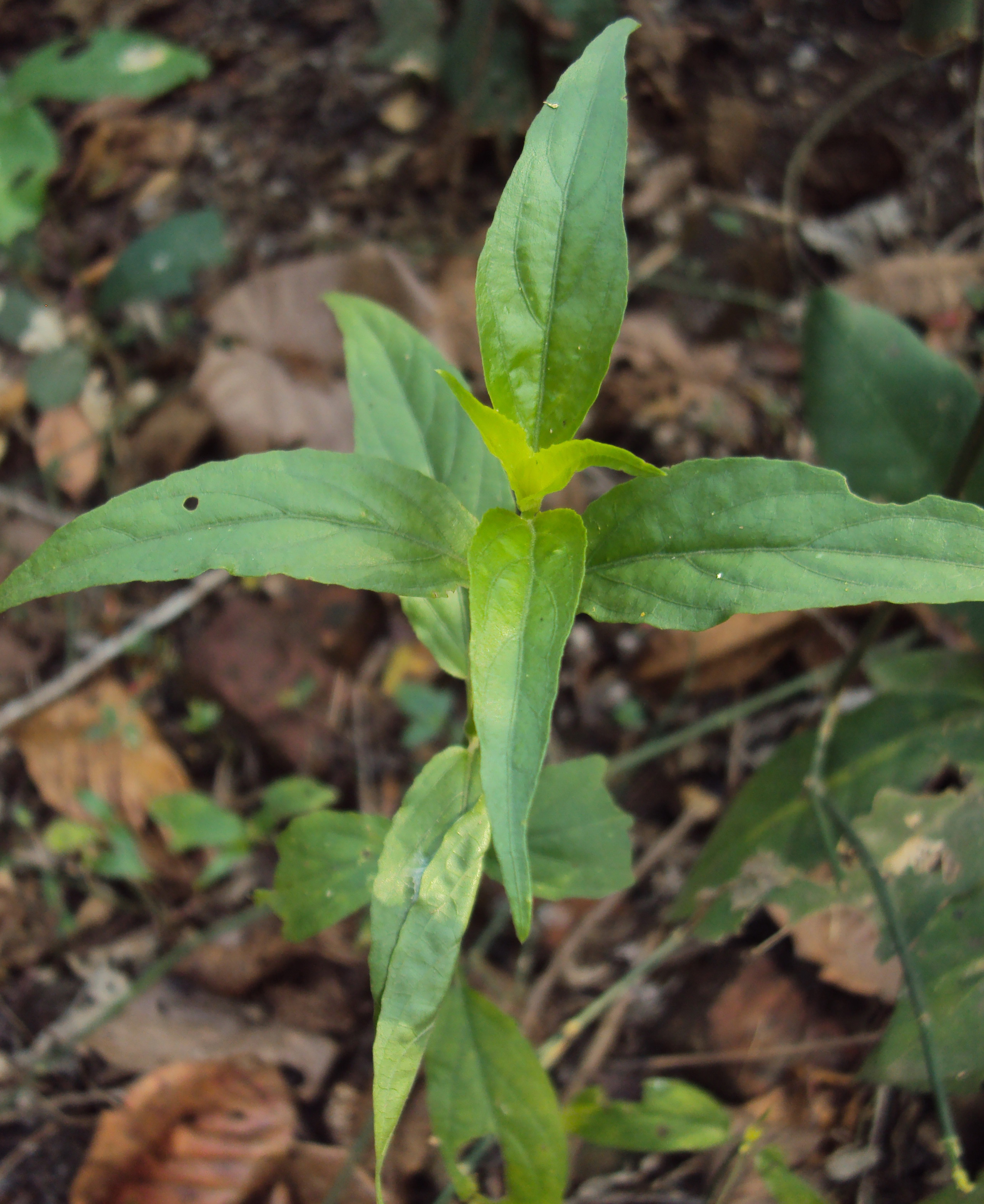
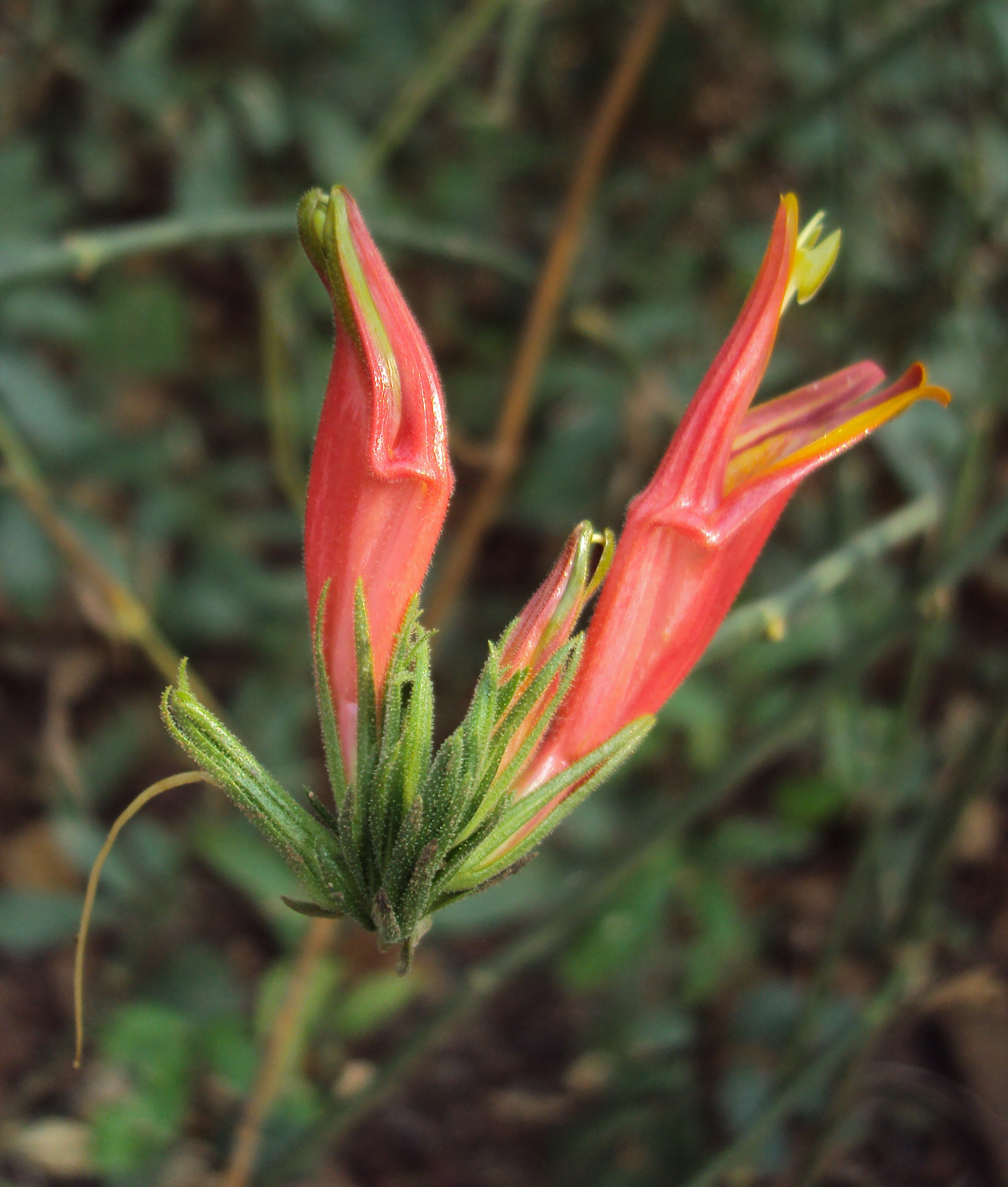
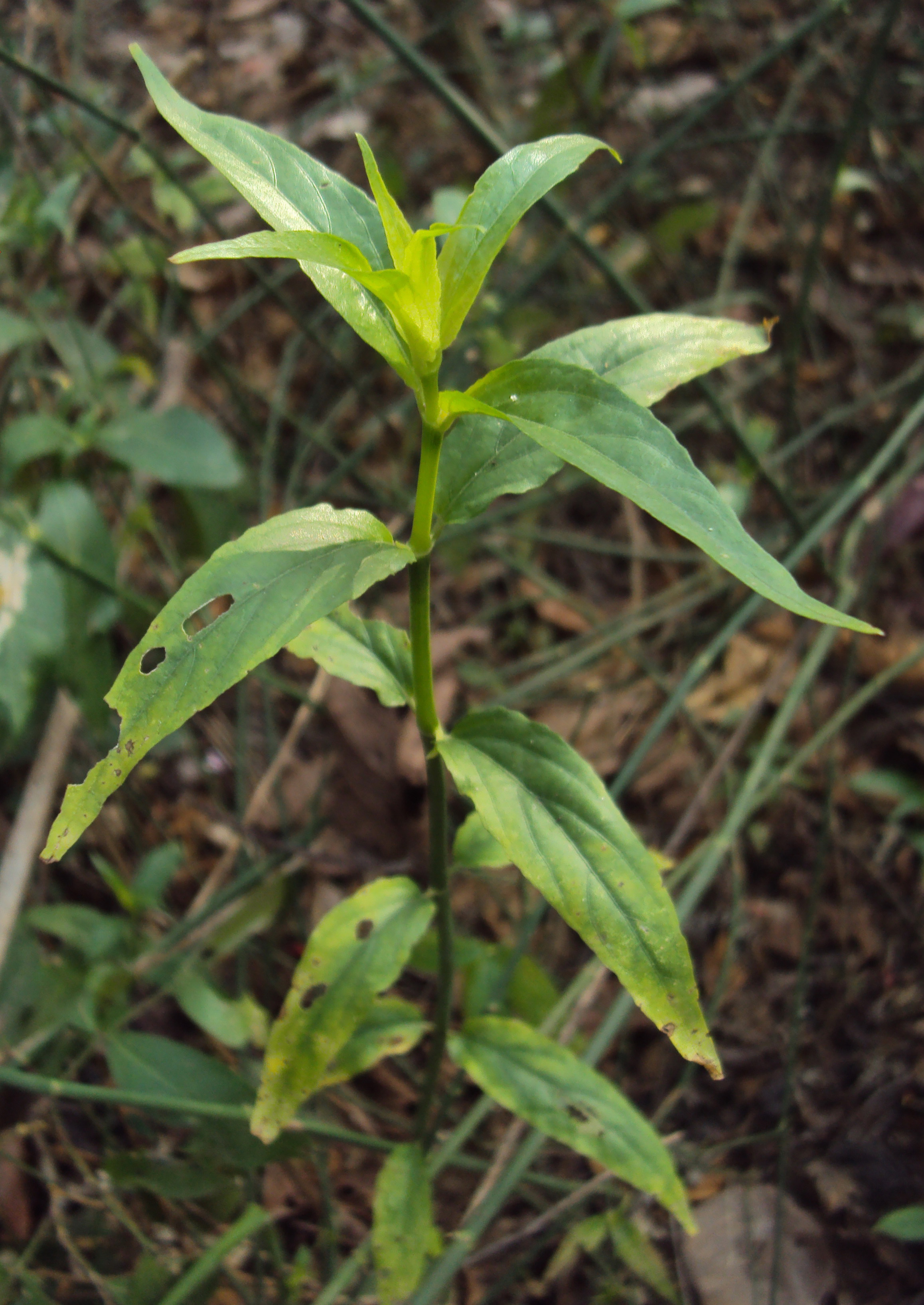